# Хула-хоп
Хула-хоп је прстен пречника отприлике 80 cm. Направљен је од лаке пластике, најчешће неке јарке боје. То је комад пластичне цеви савијен у круг с пречником приближно 3 cm. Служи за забаву. Ставља се око струка особе, која га заврти око себе, а затим љуљајућим покретима из струка и кукова одржава кружно кретање. Циљ играча је да што дуже задржи прстен у покрету.
Назив је највероватније добио по играчицама са Хаваја, које изводе своје покрете кружним покретима из кукова.
Светски тренд окретања хула-хопа трајао је неколико година. Одржавана су такмичења у дужини окретања хула-хопа. По хула-хопу су назване хулахоп чарапе.